# The Guild
The Guild (che in lingua inglese significa "La gilda") è una pluripremiata webserie incentrata sulla vita di una gilda online, "The Knights of Good" ("I cavalieri del bene") e composta da episodi che variano tra i 3 e gli 8 minuti; il primo episodio è stato messo online il 27 luglio 2007. Si trova sul sito ufficiale della serie, su iTunes e Zune Marketplace per il podcast, effinfunny.com e YouTube, ed è disponibile per il download da Xbox Live Marketplace..
The Guild è scritto da Felicia Day (che interpreta Codex), diretto da Jane Selle Morgan e Greg Benson per la prima stagione e da Sean Becker per le due successive, e prodotto da Jane Selle Morgan e Kim Evey. La produzione di 12 nuovi episodi per la stagione 3 cominciò il 13 giugno 2009 e terminò l'11 luglio dello stesso anno.
Joss Whedon ha affermato che The Guild è stata tra le sue fonti di ispirazioni per il proprio Dr. Horrible's Sing-Along Blog, in cui la Day aveva la parte di protagonista.

## Produzione
The Guild deve la sua creazione all'esperienza personale della Day, appassionata giocatrice di World of Warcraft nelle pause tra i suoi lavori cinematografici e televisivi. Dopo due anni di dipendenza dal gioco, decise di rendere questa esperienza produttiva in qualche maniera e sviluppò il pilot per una sitcom: la serie espressamente si manteneva vaga sul gioco on-line per evitare problemi di copyright e per rivolgersi ad un pubblico più vasto possibile di giocatori di ruolo online. Day inoltre sperava di mostrare con chiarezza che la tipologia del giovane nerd che vive con i suoi genitori non è l'unica tipologia di giocatore.
Ritenendo però che la televisione non fosse lo strumento più adatto per raggiungere quel tipo di target, si decise di mandare la serie online producendola con Jane Selle Morgan e Kim Evey. Poco dopo conobbe Sandeep Parikh e Jeff Lewis all'Empty Stage Comedy Theatre a Los Angeles e su di loro scrisse i ruoli di Zaboo e Vork, mentre scelse il resto del cast tramite audizione. Dopo aver girato i primi tre episodi in due giorni e mezzo finirono i fondi: mediante un link per una donazione on-line su PayPal ottennero abbastanza denaro per girare il quarto ed il quinto episodio.
Il resto degli episodi andò in onda fino all'estate 2008 per un totale di 10 episodi e due speciali, uno dei quali cantato (Christmas Raid Carol). The Guild: Season 1 DVD è stata poi messa in vendita su Amazon.com per il mercato americano.

## Premi
- 2007 YouTube Video Award: Miglior serie[10]
- 2008 South by Southwest Greenlight Award: Miglior produzione originale[11]
- 2008 Yahoo! Video Award: Miglior serie[12]
- 2009 Streamy Awards: Miglior webserie commedia, Miglior cast in una webserie, Miglior attrice in una webserie commedia (Felicia Day).[13]
- 2010 Streamy Awards – Miglior regia in una webserie commedia (Sean Becker), Miglior attrice in una webserie commedia (Felicia Day)